# Acyrthosiphon kondoi
Acyrthosiphon kondoi är en insektsart som beskrevs av Shinji 1938. Acyrthosiphon kondoi ingår i släktet Acyrthosiphon och familjen långrörsbladlöss. Inga underarter finns listade i Catalogue of Life.